# أكسل أريكسون
أكسل أريكسون (بالسويدية: Axel Wilhelm Eriksson)‏ (و. 1846 – 1901 م) هو مستكشف، وعالم طيور، ورجل أعمال، من السويد، توفي عن عمر يناهز 55 عاماً.